# Zakrzewo (gemeente in powiat Aleksandrowski)
De gemeente Zakrzewo is een landgemeente in het Poolse woiwodschap Koejavië-Pommeren, in powiat Aleksandrowski.
De zetel van de gemeente is in Zakrzewo.
Op 30 juni 2004 telde de gemeente 3660 inwoners.

## Oppervlakte gegevens
In 2002 bedroeg de totale oppervlakte van gemeente Zakrzewo 76,08 km², waarvan:
- agrarisch gebied: 91%
- bossen: 3%

De gemeente beslaat 16% van de totale oppervlakte van de powiat.

## Demografie
Stand op 30 juni 2004:
| Omschrijving                   | Totaal | Totaal | Vrouwen | Vrouwen | Mannen | Mannen |
| ------------------------------ | ------ | ------ | ------- | ------- | ------ | ------ |
| eenheid                        | aantal | %      | aantal  | %       | aantal | %      |
| inwoners                       | 3660   | 100    | 1830    | 50      | 1830   | 50     |
| bevolkingsdichtheid (inw./km²) | 48,1   | 48,1   | 24,1    | 24,1    | 24,1   | 24,1   |

In 2002 bedroeg het gemiddelde inkomen per inwoner 1996,73 zł.

## Administratieve plaatsen (sołectwo)
Bachorza, Gęsin, Gosławice, Kobielice, Kolonia Bodzanowska, Kuczkowo, Lepsze, Michałowo, Seroczki, Sędzin, Sędzin-Kolonia, Siniarzewo, Sinki, Ujma Duża, Wola Bachorna, Zakrzewo, Zarębowo.

## Aangrenzende gemeenten
Bądkowo, Dąbrowa Biskupia, Dobre, Koneck, Osięciny